# Эстеванес, Николас
Николас Эстеванес Мерфи (исп. Nicolás Estévanez Murphy; 17 февраля 1838, Лас-Пальмас — 19 августа 1914, Париж) — испанский военный деятель, политик, эссеист и поэт. Будучи федеральным республиканцем, он некоторое время занимал пост гражданского губернатора Мадрида и военного министра после провозглашения Первой испанской республики . Эстеванес защищал идею «африканскости» своих родных Канарских островов, которые служили главным мотивом его письменных трудов. Его мировоззрение представляло собой смесь антиевропейских, атеистических, антиклерикальных, революционных и анархистских идеалов. Несмотря на то, что он демонстрировал неоспоримую приверженность испанскому патриотизму, Эстеванес впоследствии представлялся авторами-канарскими националистами своего рода «отцом канарского национализма». Он был близким соратником политика Франсиско Пи-и-Маргаля.

## Биография
Николас Эстеванес родился в Лас-Пальмас-де-Гран-Канарии 17 февраля 1838 года в семье капитана Франсиско де Паулы Эстебанеса-и-Гарсии Кабальеро (прогрессивного военного офицера из Малаги) и Исабель Мерфи-и-Мид (уроженки Канарских островов, предками которой были ирландские купцы, поселившиеся на островах в конце XVIII века). В совсем юном возрасте, в 1852 году, Эстеванес поступил в военную академию в Толедо. После её окончания он участвовал в Испано-марокканской войне 1859—1860 годов. Среди прочего Эстеванес сражался в битве при Тетуане 4 февраля 1860 года, за что был награждён Крестом Святого Фердинанда 1-й степени.
27 ноября 1871 года Эстеванес служил на Кубе в звании капитана, когда восемь студентов были казнены властями, признавшими их виновными в антииспанской деятельности и вандализме в отношении ряда захоронений. Узнав об этой новости, он публично выразил протест и по этой причине был уволен из армии. Эстеванес никогда не извинялся за этот свой поступок, не отказывался от него и всегда гордился тем, что сделал. И по сей день на фасаде отеля «Инглатерра» в Гаване (Куба) висит табличка с его именем в память о его протесте.
Эстеванес участвовал в Славной революции 1868 года и присоединился к республиканскому восстанию в 1869 году, за что был заключён в тюрьму.
В Первой Испанской республике Эстеванес был избран в испанский парламент и получил министерскую должность в кабинете Франсиско Пи-и-Маргаля, но с восстановлением в стране монархии отправился в изгнание в Париж.
Указанный в полицейских отчётах как «вечный заговорщик и эксперт по взрывным устройствам», он числился как предполагаемый заговорщик в деле о покушении на короля Альфонсо XIII 31 мая 1906 года. В начале того месяца он должен был перебраться из места своего парижского изгнания в Барселону, где, по некоторым данным, он встретился перед своим отъездом на Кубу на горе Тибидабо с Франсеском Феррером и Матео Морралем, стрелявшим в короля.